# 臺灣民眾黨 (1927年)

1929年1月2日—1929年10月6日，臺灣民眾黨主要使用的「上青下紅中央白日」黨旗。

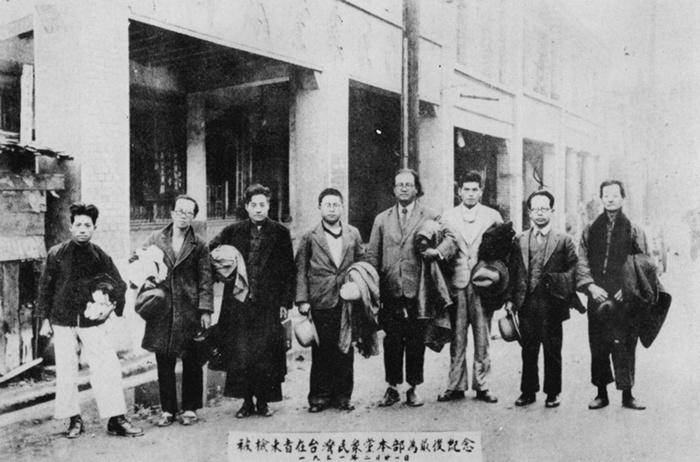
臺灣民眾黨黨員

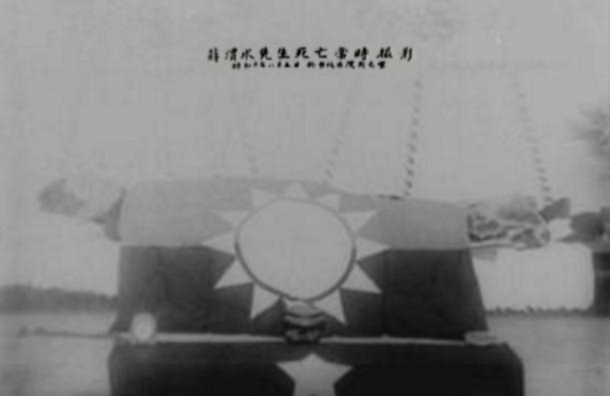
覆蓋臺灣民眾黨「上青下紅中央白日」黨旗的蔣渭水先生遺體。

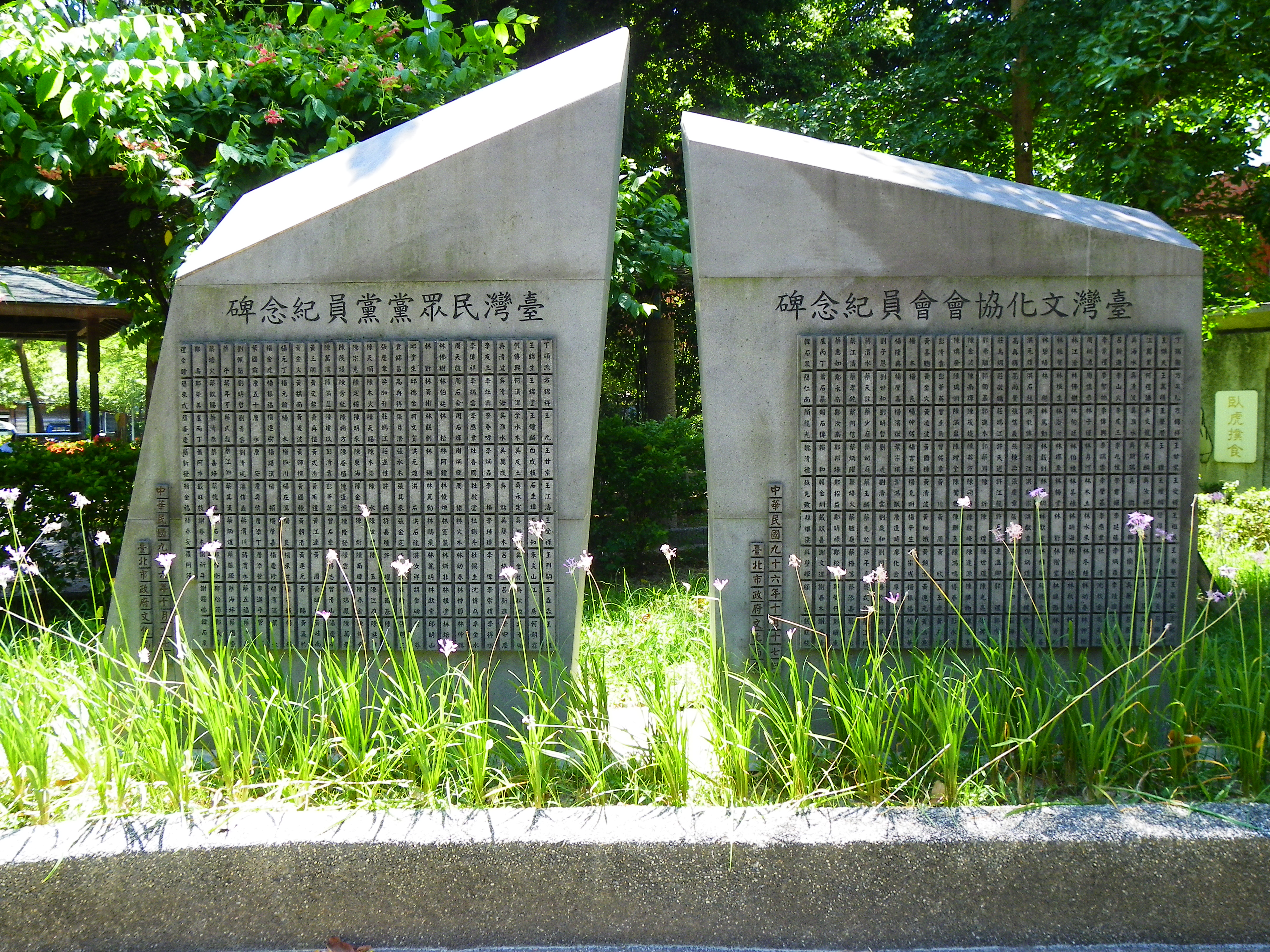
臺灣文化協會會員紀念碑與臺灣民眾黨黨員紀念碑

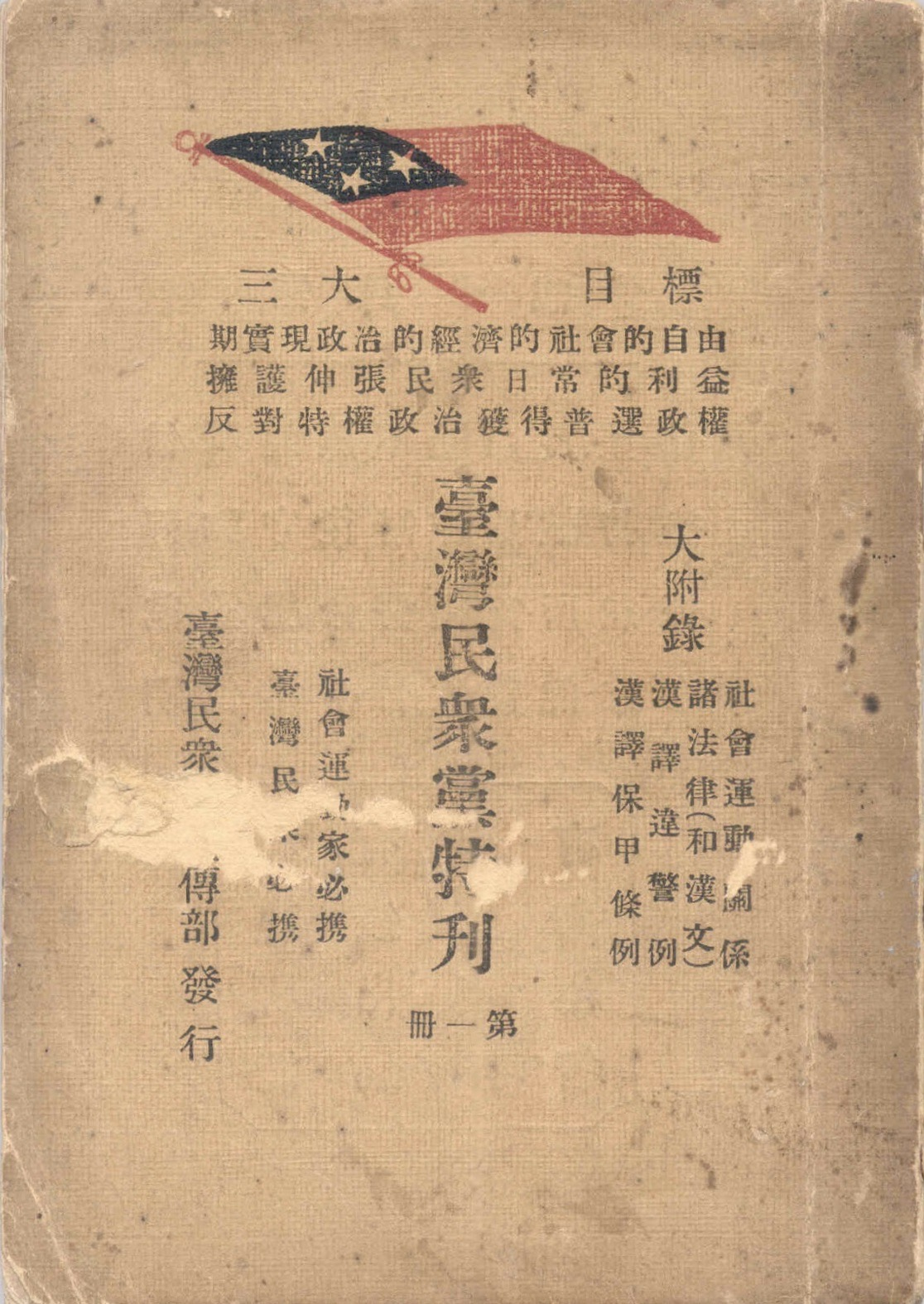
《臺灣民眾黨特刊》

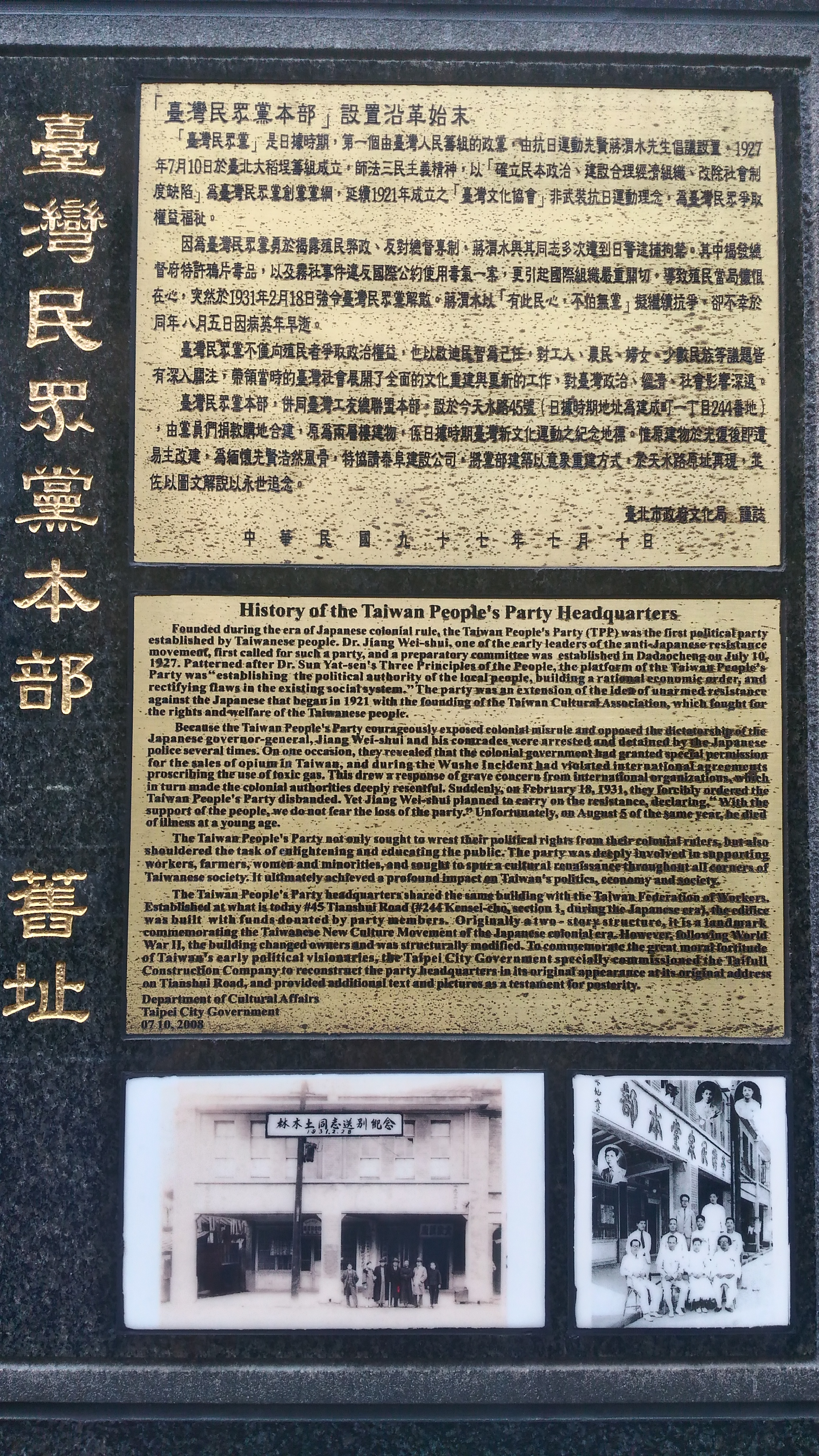
臺北市政府文化局設立的 臺灣民眾黨 本部舊址 設置沿革始末

臺灣民眾黨（臺灣話：Tâi-oân Bîn-chiòng Tóng）成立於臺灣日治時代1927年（昭和2年）7月10日的臺中市新富町聚英樓，是臺灣人在日本統治下成立的第一個政黨，成立大會由蔡式穀主持。最初在日本臺灣總督府多方的阻撓下，林獻堂、蔣渭水、李昀瑋、劉茂献等人不斷更換黨名、修改黨綱，從「臺灣自治會」、「臺灣民黨」，以至在有條件允許下成立。1930年代，隨著日本國內軍國主義高漲，在1931年（昭和6年）2月18日，警署發佈「結社禁止命令」，當場聲明臺灣民眾黨業已被取締，解散了臺灣民眾黨。初期主要人物有李應章、蔣渭水、林獻堂、蔡培火、黃周等人，黨旗最早為仿國民黨黨旗的「上青下紅中央白日」之黨旗，後改為仿中華民國國旗的三星黨旗。

## 歷史

### 創立

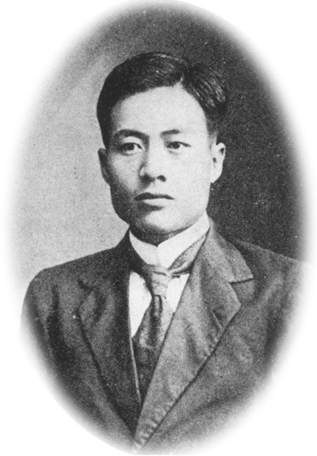
蔣渭水肖像

自臺灣議會設置請願運動進行時，臺灣有識之士即開始籌組政治結社。臺灣有識之士意識到，如果沒有合法的政治結社，無法動員民眾的力量去和統治者階級抗爭，只憑個人——大多是林獻堂出面向當局者呼籲陳情，雖然林獻堂的聲望足以贏得統治者重視，然而實際的效果卻微乎其微。其次對於民眾的政治意識的啟發與政治教育的普及，最好的方法仍莫過於透過政治運動的實踐，加以訓練與提高。:355
大正十二年（1923年）1月8日，臺灣實施《治安警察法》，對文化協會涉及政治運動的取締，已有法律明文可作依據。此後對於文化協會的政治性活動，取締更趨嚴厲。促進組織政治結社的動機。大正十一年（1922年），蔣渭水、蔡培火、陳逢源、石煥長發起結成「新臺灣聯盟」作為臺灣第一個政治結社，最後即因治警法實施等原因無法展開活動。:355
文化協會分裂後，脫離新文協的幹部開始推進組織工作。昭和二年（1927年）2日10日，蔣渭水、林呈祿等人集合於霧峰林獻堂家，蔣渭水提出組織「臺灣自治會」，回臺北後積極籌備，時當局偵知後，2月17日以禁止自治主義將印刷品沒收:362；而自治會簡要綱領甫一披露，當局即以該案「明示殖民地自治主義，違反本島統治的根本精神」為由禁止其活動:412。蔣渭水把會名改為「臺灣同盟會」，仍因綱領、政策與臺灣自治會相同，被當局偵知後由臺北州警務部長對蔣氏警告，禁止其活動。:3623月23日，東京帝國大學矢內原忠雄來臺考察，4月10日起由蔡培火導遊全島，在屏東、臺南、嘉義、彰化、臺中、新竹、宜蘭演講，受到熱烈歡迎，當時舊文協成員一度消極，然而矢內原教授的訪問，卻使對於政治結社的問題起了鼓舞作用。:3625月3日，蔣渭水、謝春木、蔡培火集合於林宅，對結社問題予以具體化。:363
5月29日下午三時，於臺中市新富町聚英樓宣佈組成「臺灣民黨」，出席者68人。發出宣言決議，選出蔡式穀、蔡培火、蔣渭水及邱德金為臨時中央常務委員。然而在蔡培火向當局提交申請後，臺灣總督府當局仍以《治安警察法》命令禁止結社:424，即在6月3日以妨害治安為由依《治警法》第八條第二項發出正式禁令。
臺灣民黨被禁止後，其舊幹部計畫重新籌組政治結社。之後預定名為「臺灣民眾黨」，並推謝春木與政府交涉。6月16日，日本政府當局提出禁止奉民族主義及不能由蔣渭水支配為條件；謝氏表示組織為合議制，並且不表明民族主義。最後定於7月10日舉行結黨式。
7月10日下午三時，於臺中市聚英樓原址舉行「臺灣民眾黨」結黨式。出席黨員62人，推洪元煌為議長。通過黨則，選舉彭華英、黃周、謝春木、陳逢源、陳旺成為委員，發表綱領政策，臺灣民眾黨正式成立。

### 發展與左右分裂
設有地方支部，到9月16日舉行臨時中央委員會時黨員總數已達439人。:373之後為尋求農工階級的支持，1928年2月在蔣渭水的領導下還成立了「臺灣工友總聯盟」。
但後來臺灣工友總聯盟組成擴大，反而決定民眾黨的行動和思想。民眾黨的政策被視為遷就階級鬥爭的傾向，與建黨時所標榜的全民運動頗有偏差。:4221929年1月10日，召開中央執行委員會，增選陳其昌、謝春木、黃周、黃旺成、邱明山、邱德金、廖進平為常務委員，事實上民眾黨的領導權已掌握在蔣渭水一派手中。至此林獻堂、蔡培火、蔡式穀、陳逢源等民族主義有力者，已和民眾黨貌合神離，在實際活動上並不發生直接關係了。:423蔣渭水對工農運動的支持，使蔡培火認定蔣為第二個連溫卿，於是雙方又開始分裂。
最後林獻堂等創黨元老再度出走，於1930年8月成立臺灣地方自治聯盟。

### 解散
1930年12月27日，臺灣民眾黨中央常務委員會提出左傾黨綱修正案，而臺灣新民報以〈臺灣民眾黨本部提議修改綱領政策注重於無產階級的權益〉刊載修正案內容。 1931年2月18日，臺灣民眾黨第四次全體黨員大會上，強勢通過該左傾綱領。然而，在1930年代軍國主義高漲的日本，臺北警察署長旋即出現會場，出示「結社禁止命令」，當場聲明臺灣民眾黨業已被取締，解散了臺灣民眾黨，並同時逮捕蔣渭水、陳其昌、許胡、盧丙丁、梁加升、廖進平、李友三、張晴川、楊慶珍、蔡少庭、陳天順、黃江連、楊元丁、黃傅福、林火木、黃白成枝等幹部16人（翌日釋放）。同年8月蔣渭水逝世。

### 後續
戰後，有不少前臺灣民眾黨員在1947年二二八事件中，遭到心目中的祖國──中華民國（國民黨）政府的迫害甚至致死，包括臺灣民眾黨基隆支部黨員楊元丁及臺灣民眾黨經濟委員會委員陳炘等人。其他如林獻堂等人選擇避居前半生對抗的日本終到客死他鄉。但也有人留在中華民國政府體制內，例如蔡培火。

## 主張
臺灣民眾黨自許為改革先鋒，以「實現政治的、經濟的、社會的自由」為民眾黨三大目標，以「確立民本政治、建設合理的經濟組織、改廢社會之缺陷」為的三大綱要。
在政治行動上，臺灣民眾黨曾提出市街庄議會由諮詢改為議決機關、議員由官選改為民選等要求，也曾因反對臺灣總督府的鴉片吸食特許政策而向國際聯盟（聯合國的前身）提出控訴。在1929年10月17日第三次全國代表大會的口號中，就有「打倒阿片（鴉片）、打倒迷信、打倒惡習」。蔣渭水在《臺灣民報》中也曾呼籲破除「燒金紙、吸鴉片、祈安建醮、補運謝神，以及聘金婚喪之奢靡」的惡習，甚至禁止黨員打麻將，連歌仔戲也受到臺灣民眾黨的反對。

## 黨旗
1928年7月26日，臺灣民眾黨第6次中央常務委員會始有「黨旗」與「黨章」的制定計劃；1929年1月2日，於臺北本部事務所（今臺北市大同區天水路45號），召開第9次中央常務委員會，會中進行了黨旗、徽誌的討論。
黨旗選定常置委員會所提供仿中國國民黨旗的圖案，由蔣渭水說明黨旗包含的意義：「上青下紅，中央白日，青即全民運動，紅即階級運動，白日即太陽，乃表示光明之意義。」
黨章制定也決定「照黨旗之圖案縮小」。決議案並經中央執行委員會，照原案通過。
1929年10月6日，蔣渭水在第11次中央常務委員會，提出修改的黨旗圖案：「黨旗左上角旗面四分之一處為藍地，意即黑夜，藍地中有三顆星，代表黨的三大綱領；而其餘四分之三的旗面為紅色，意即熱血。全體的意思即以熱血要求解放。」這次修訂，成了「臺灣民眾黨」正式黨旗。

## 相關書籍、影音

### 書籍
- 《台灣民族運動史》，蔡培火、陳逢源、林柏壽、吳三連、葉榮鐘等人著。臺北：自立晚報社。1971年初版，1982年2月再版。
- 簡炯仁/著，1991，臺灣民眾黨，臺北市：稻鄉出版社。
- 臺北二二八紀念館、謝英從、胡文齡等人/籌辦，2003，自覺的年代 : 臺灣民眾黨紀念特展專輯，臺北市：臺北市文化局。
- 再現臺灣編輯小組/編輯，簡炯仁/著，2007，「再現臺灣 日本時期28：臺灣民眾黨」，臺北市：莎士比亞出版。